# 1. slovenská národní hokejová liga 1977/1978
1. slovenská národní hokejová liga 1977/1978 byla 9. ročníkem jedné ze skupin československé druhé nejvyšší hokejové soutěže.

## Systém soutěže
Všech 12 týmů se utkalo čtyřkolově každý s každým (celkem 44 kol). Tým na prvním místě se utkal s vítězem 1. ČNHL v sérii na čtyři vítězné zápasy. Vítěz této série postoupil do nejvyšší soutěže.
Poslední tým po základní části sestoupil do divize. V případě sestupu slovenského týmu z nejvyšší československé soutěže by sestupoval i předposlední tým.

## Základní část
| Poř. | Tým                            | Zápasy | Výhry | Remízy | Prohry | Skóre   | Body |
| ---- | ------------------------------ | ------ | ----- | ------ | ------ | ------- | ---- |
| 1.   | LB Zvolen                      | 44     | 33    | 7      | 4      | 265:111 | 73   |
| 2.   | SMZ Spartak Dubnica nad Váhom  | 44     | 28    | 6      | 10     | 200:122 | 62   |
| 3.   | LS Poprad                      | 44     | 23    | 6      | 15     | 206:164 | 52   |
| 4.   | ZVL Skalica                    | 44     | 21    | 8      | 15     | 194:167 | 50   |
| 5.   | Iskra Smrečina Banská Bystrica | 44     | 23    | 4      | 17     | 192:182 | 50   |
| 6.   | Strojárne Martin               | 44     | 21    | 5      | 18     | 216:190 | 47   |
| 7.   | Plastika Nitra                 | 44     | 18    | 4      | 22     | 170:169 | 40   |
| 8.   | ŽS Spišská Nová Ves            | 44     | 15    | 7      | 22     | 142:162 | 37   |
| 9.   | ZVL Žilina                     | 44     | 15    | 5      | 24     | 161:204 | 35   |
| 10.  | Partizán Liptovský Mikuláš     | 44     | 15    | 3      | 26     | 128:190 | 33   |
| 11.  | Dukla Trenčín B (Michalovce)   | 44     | 12    | 4      | 28     | 133:201 | 28   |
| 12.  | Spartak BEZ Bratislava         | 44     | 10    | 1      | 33     | 133:278 | 21   |

- Tým LB Zvolen postoupil do kvalifikace o nejvyšší soutěž, kde se utkal s vítězem 1. ČNHL TJ Gottwaldov, se kterým však prohrál 2:4 na zápasy (5:3, 1:2, 3:0, 3:4, 2:5, 0:4).
- Tým Spartak BEZ Bratislava sestoupil do divize. Nováčkem od dalšího ročníku se stal vítěz hokejových divizí TS Topoľčany.

## Kádr LB Zvolen
- Brankaři: Čunderlík, Piller, Slivka, Rozsypal
- Hráči v poli: Hulán, Pajdlhauser, Gajdoš, Chudoba, Haluska, Málek, Trávnik, Kottman, Slavík, Longa, Letko, Diettrich, Tomanec, Tunega, Otte, M. Vávra, Košan, Pelan, Suchánek, Juraško, Šeliga, Prokeš, R. Zábojník
- Trenéři: R. Šindelář, F. Navrátil